# Moro Ojomo
Morotoluwa Ojomo (Lagos, Nigeria, 15 de agosto de 2001) más conocido como Moro Ojomo, es un jugador profesional nigeriano de fútbol americano, se desempeña en la posición de defensive tackle en Philadelphia Eagles, en la National Football League (NFL).

## Carrera
Fue seleccionado en la Reunión Anual de Selección de Jugadores de la NFL de 2023. Hizo su debut profesional con el equipo Philadelphia Eagles, lleva jugando una temporada.